# Culture protovillanovienne
La culture protovillanovienne est une culture archéologique de l'Âge du bronze récent, apparue en Italie dans la première moitié du XIIe siècle av. J.-C. et qui a duré jusqu'au Xe siècle av. J.-C. Elle dériverait, d'après ses vestiges matériels, de la culture des champs d'urnes d'Europe centrale.

## Origine
La culture protovillanovienne parait issue de la culture des champs d'urnes d'Europe centrale. Des similitudes ont été notées, en particulier avec les groupes régionaux de Bavière-Haute-Autriche et du moyen-Danube,. Cependant, une filiation avec la précédente culture Terramare de la vallée du Pô a également été proposée. Divers auteurs, comme Marija Gimbutas, ont associé cette culture à l'arrivée, ou à la propagation, du proto-italique dans la péninsule italienne, mais la culture protovillanovienne est également rapprochée de la culture de Golasecca, où une langue celtique est documentée. De plus, il n'y a aucune preuve que les différents groupes des champs d'urnes appartenaient à un même peuple.

## Aire géographique
Les sites protovillanoviens sont présents dans toute la péninsule italienne, principalement dans la partie nord-centrale, mais aussi, dans une moindre mesure, dans les régions de l'Italie du Sud et de la Sicile orientale. Parmi les plus importants, on peut citer : Frattesina (Vénétie), Bismantova et Ripa Calbana (Émilie-Romagne), Cetona et Saturnia (Toscane), Monti della Tolfa (Latium), Pianello di Genga (Marches), Ortucchio (Abruzzes), Timmari (Basilicate), Canosa di Puglia (Pouilles), Tropea (Calabre) et Milazzo (Sicile).
Les villages, le plus souvent de petites dimensions, étaient généralement construits sur des collines et entourés de fortifications.

## Sépultures
Les Protovillanoviens pratiquaient la crémation : les cendres étaient placées dans des urnes biconiques, souvent décorées de motifs géométriques, puis enterrées dans le sol.

## Économie et échanges

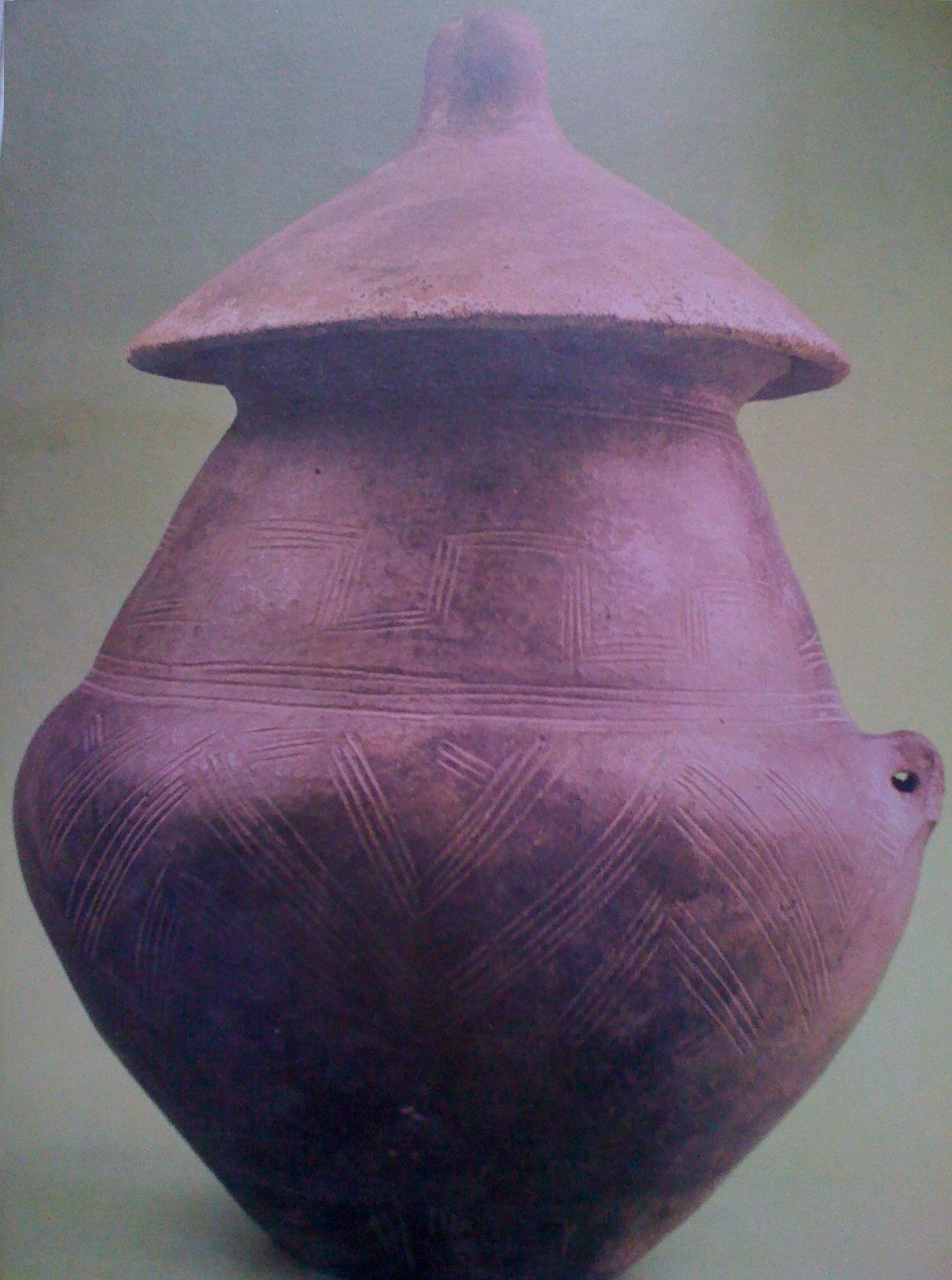
Urne cinéraire protovillanovienne du cimetière Poggio della Pozza, Monte Rovello près d'Allumiere, dans les montagnes de Tolfa (Latium) datant du

L'économie était principalement basée sur les activités agro-pastorales, la métallurgie et le commerce.
Le village de Frattesina a été abondamment étudié. Fondé à l'Âge du bronze récent, il s'étend sur environ 20 hectares le long du « Po di Adria », un paléocanal du Pô. Il a connu son plus grand développement entre le XIIe et XIe siècles av. J.-C. Il a alors un rôle économique dominant grâce à une gamme extraordinaire de productions artisanales (travail des métaux, travail des os et des cornes de cerf, verre), et a une influence commerciale majeure du fait des échanges commerciaux avec la péninsule italienne et la Méditerranée orientale.
Ceci est démontré par la présence d'objets exotiques et de matières premières, telles que la poterie mycénienne, l'ambre, l'ivoire, les œufs d'autruche et la pâte de verre. Parmi les tessons mycéniens trouvés dans les villages des vallées de Vérone et du delta du Pô, l'analyse a montré que certaines des poteries venaient très probablement de centres situés dans les Pouilles, où il y avait des artisans et des travailleurs de la mer Égée, alors que d'autres semblaient provenir de Grèce continentale.
Dans la partie orientale du Trentin-Haut-Adige, à Acquafredda, la production métallurgique à une échelle proto-industrielle a été démontrée entre les XIIe et XIe siècles av. J.-C. Cette production de la culture Luco / Laugen, typique de la région alpine centrale, était nécessairement en partie exportée. Selon Pearce et De Guio (1999), une production aussi importante devait notamment être destinée à des centres de la plaine du Pô, où des transactions portant sur des matériaux d'origine méditerranéenne sont également attestés.
L'Âge du bronze récent de ces régions semble former le cadre culturel ayant évolué vers le premier Âge du fer. La naissance des centres proto-urbains villanoviens de Bologne, en Émilie, et de Verucchio, en Romagne, au début de l'Âge du fer, semble issue de la culture trouvée à Frattesina.

## Régionalisation
Après une période d'uniformité du nord au sud de l'Italie, la culture protovillanovienne montre un processus de régionalisation. À partir de 950 av. J.-C., de nouvelles cultures régionales, telles que la culture de Villanova, la culture atestine et la culture latiale sont apparues. Bien que ces nouvelles cultures archéologiques partagent de nombreuses similitudes avec la culture protovillanovienne précédente, en particulier les coutumes funéraires, elles présentent aussi des innovations.